# La Négation
La Négation (en allemand : Die Verneinung) est un bref écrit de Sigmund Freud, paru  en 1925 dans la revue Imago. Freud y donne l'explication métapsychologique de son concept de (dé)négation lié au refoulement dans la clinique des névroses. 
Ce texte a suscité un vif intérêt chez les psychanalystes français et a donné lieu notamment à un débat du philosophe hégélien Jean Hyppolite avec Jacques Lacan dans les années 1950.

## Histoire

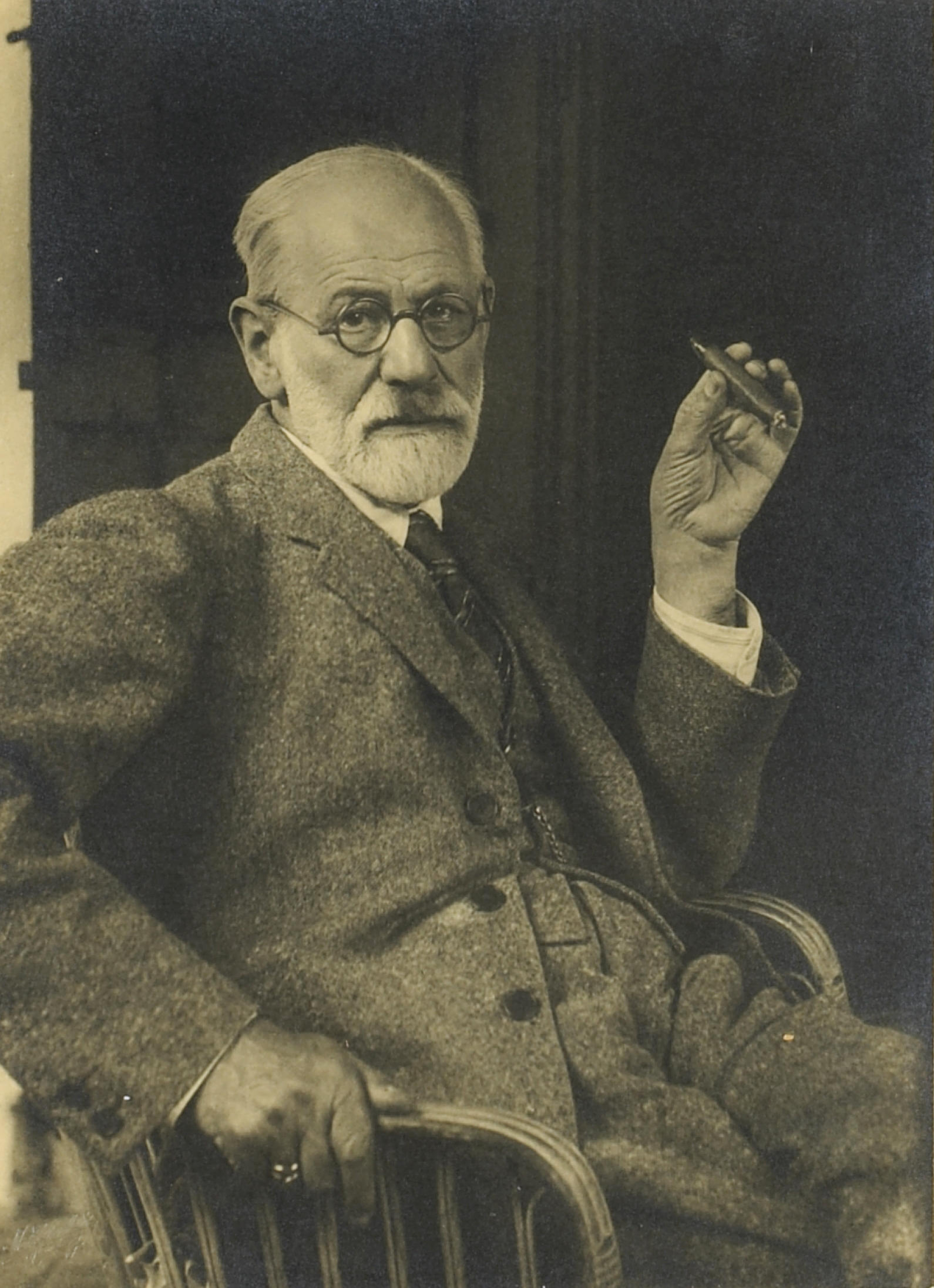
En 1925, Sigmund Freud écrit son article intitulé « La négation », qui paraît la même année dans la revue Imago.

Le court article intitulé en allemand Die Verneinung est écrit par Sigmund Freud en juillet 1925 et paraît au troisième trimestre de la même année dans la revue Imago. Étant donné l'intérêt qu'il a suscité  chez les psychanalystes français, il aura donné lieu à plus de dix traductions différentes. Le commentaire du philosophe Jean Hyppolite et la discussion de Jacques Lacan, dont il a fait l'objet, ont été publiés en 1956 dans la revue La Psychanalyse, puis dans les Écrits de Jacques Lacan en 1966.

### Traductions françaises de laVerneinungfreudienne
Selon Élisabeth Roudinesco et Michel Plon, les polémiques suscitées en France à l'occasion de la traduction de la Verneinung freudienne ont d'abord eu lieu à la suite d'une discussion entre Freud et René Laforgue à propos de la scotomisation, puis des théories d'Édouard Pichon sur la négation grammaticale, enfin de la création du concept de forclusion par Jacques Lacan.
En 1934, Henri Hoesli adopte le mot « négation » pour Verneinung dans la première traduction en français du texte de Freud. En 1956, dans son débat avec Jacques Lacan, le philosophe hégélien Jean Hyppolite (1907-1968) lui préfère le terme « dénégation », tandis qu'en 1967, dans le Vocabulaire de la psychanalyse, Jean Laplanche et Jean-Bertrand Pontalis nomment « (dé)négation » la  Verneinung et « déni » la Verleugnung, laquelle Verleugnung est rebaptisée « désaveu » par Guy Rosolato (également en 1967). En 1989, dans Traduire Freud, l'équipe de Jean Laplanche (1924-2012) et d'André Bourguignon (1920-1996) adopte de nouveau le mot « négation ». En 1989 en effet, dans le cadre des traductions des Œuvres complètes de Freud / Psychanalyse, Jean Laplanche ne maintient pas l'ancienne traduction de Verneinung par « (dé)négation » de Laplanche et Pontalis en 1967, « ni par “dénégation ” (Lacan) » : le texte de Freud « die Verneinung », écrit Laplanche, a en effet « pour ressort le fait que le mécanisme psychologique de la Verneinung est à l'origine de la Verneinung au sens logique et linguistique, telle qu'elle est marquée par le “non”, “symbole de la négation” ».

### Éditions
(D'après la notice des OCF.P) 
Première publication : 
- 1925 : Die Verneinung, Imago, 11 (3), p. 217-221[5].

Principales éditions allemandes :
- 1928 : Gesammelte Schriften, t. XI, p. 3-7.
- 1943 : Gesammelte Werke, t. XIV, p. 11-15.
- 1975 : Studienausgabe, t. III, p. 373-377

Traduction anglaise :
- 1961 : Standard Edition, t. XIX, p. 235-239 : Negation.

Traductions françaises :
- 1934 : « La négation », traduit par H. Hoesli, Revue Française de Psychanalyse, 7 (2), p. 174-177.
- 1985 : « La négation », traduit par Jean Laplanche, in S. Freud, Résultats, idées, problèmes, II, Paris, Presses universitaires de France, p. 135-139.
- 1992 : « La négation », traduit par Jean Laplanche, dans Oeuvres Complètes de Freud / Psychanalyse — OCF.P vol.  XVII : 1923-1925, Paris, PUF,  (ISBN 2 13 044302 8), p. 165-171.

## Le concept freudien de (dé)négation

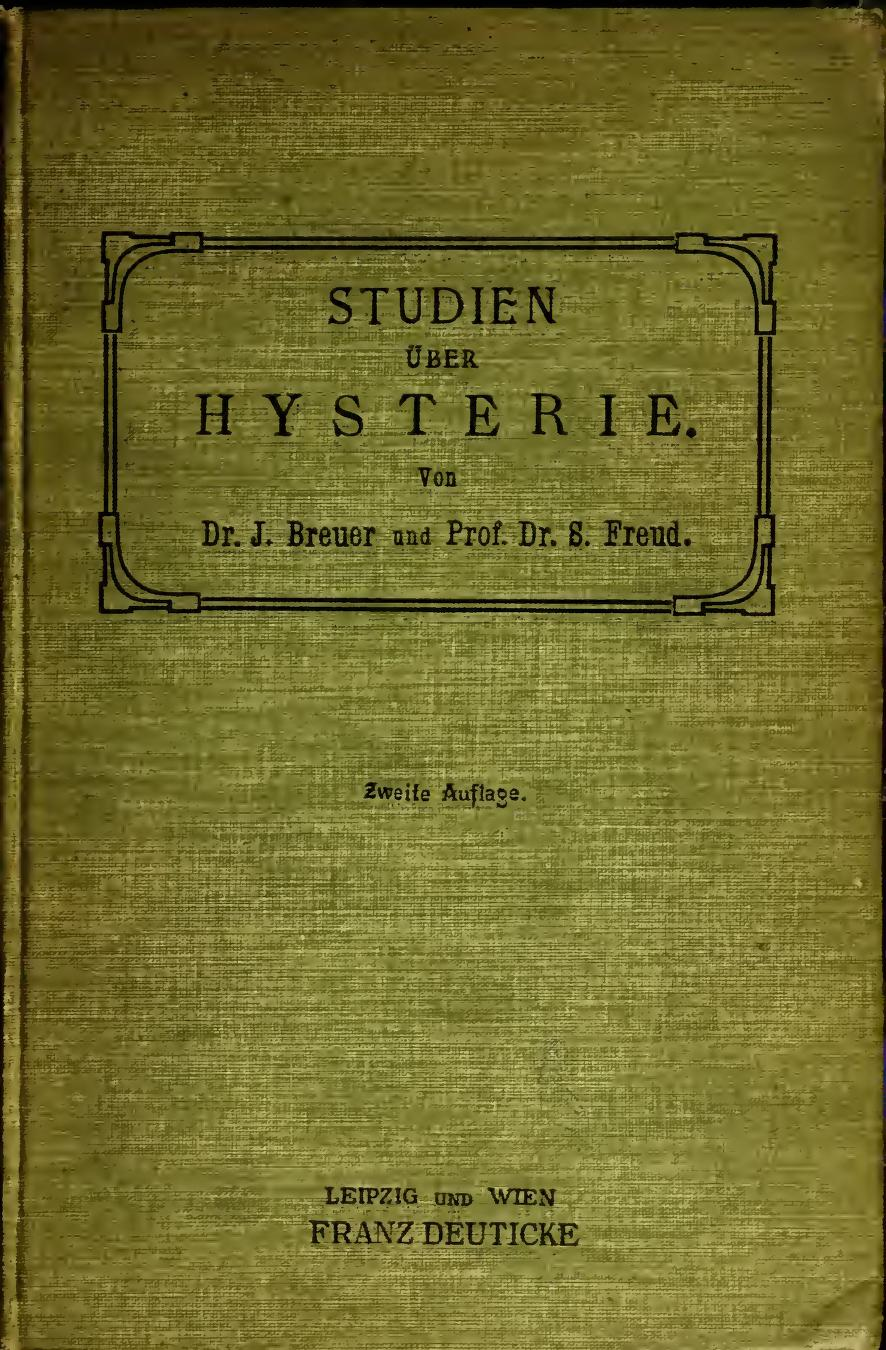
Dès les Études sur l'hystérie (1895), Freud fait état du procédé de (dé)négation lié au refoulement, observé dans son expérience de la cure. Mais c'est en 1925 qu'il en donnera l'explication métapsychologique dans son écrit Die Verneinung.

Dans le Vocabulaire de la psychanalyse, Jean Laplanche et Jean-Bertrand Pontalis rapportent que c'est dans l'expérience de la cure que Sigmund Freud a mis en évidence le procédé de « (dé)négation », ainsi que les deux auteurs traduisent en 1967 le concept freudien de la Verneinung. Freud a en effet rencontré très tôt chez les hystériques une forme de résistance particulière, il écrit dans les Études sur l'hystérie : « ... plus l'on va profond, plus difficilement sont admis les souvenirs qui émergent, jusqu'au moment où, à proximité du noyau, on en rencontre que le patient dénie même dans leur réactualisation ». L'autre exemple de (dé)négation est celui de « L'homme aux rats » auquel vient par association l'idée du malheur qui pourrait le frapper, celui de la mort de son père, idée qu'il repousse énergiquement en se défendant contre la possibilité d'en avoir pu ainsi exprimer le « désir ». En 1967, la définition de la « (dé)négation » que donnent Laplanche et Pontalis est donc liée au refoulement  : c'est, disent-ils, un « procédé par lequel le sujet, tout en formulant un de ses désirs, pensées, sentiments jusqu'ici refoulé, continue à s'en défendre en niant qu'il lui appartienne ». La phrase d'un patient à propos de la femme dont il a rêvé « Vous allez penser que c'est ma mère [...], mais ce n'est pas ma mère » montre que le refoulé est reconnu de manière négative, sans être accepté,. 
Cette idée que la prise de conscience du refoulé peut se signaler dans la cure par la (dé)négation est au point de départ de l'article de 1925 intitulé Die Verneinung, où Freud fournit alors l'explication métapsychologique du phénomène en développant les trois affirmations solidaires suivantes :
1. « La (dé)négation est un moyen de prendre connaissance du refoulé [...] » ;
2. « ... ce qui est supprimé, c'est seulement une des conséquences du processus du refoulement, à savoir que le contenu représentatif ne parvenait pas à la conscience. Il en résulte une sorte d'admission intellectuelle du refoulé tandis que persiste l'essentiel du refoulement » ;
3. « Au moyen du symbole de la (dé)négation, la pensée se libère des limitations du refoulement » (Freud, Die Verneinung, 1925)[6].

D'après Laplanche et Pontalis, la troisième proposition — concernant le « symbole de la (dé)négation » — montre en dernier lieu que pour Freud, la (dé)négation à laquelle on a affaire en psychanalyse et la négation logique ainsi que la négation au sens linguistique ont une même origine, ce qui représente la thèse majeure de son article de 1925 Die Verneinung. Selon Monique Schneider, le texte de Freud pose une question topique : « ignorée au niveau de l'Inconscient, la négation est à situer à un niveau secondaire, exigeant le passage par le symbole ».

## Jugement d'attribution et jugement d'existence
Dans La négation, Freud rattache au « jugement prédicatif ou d'attribution » toute qualification de ce qui est bon et mauvais et la construction des limites du Moi : « Est pris au-dedans du Moi ce qui est bon, est rejeté au-dehors ce qui est mauvais ». Ce premier niveau de l'attribution d'une propriété bonne ou mauvaise à une chose renvoie aux motions pulsionnelles animant « le Moi-plaisir originel ». Dans le registre pulsionnel, les opérations « avaler, cracher » instaurent ainsi une « première distinction entre dedans et dehors ».
Freud distingue le « jugement d'existence » du jugement d’attribution sur un mode classique, à l'instar de Kant. Le philosophe dit  que  « l’existence n’est pas un prédicat » en expliquant que « l’existence n’ajoute rien à un concept ». Il donne l'exemple du concept de cent thalers : « cent thalers possibles et cent thalers réels vont être décrits exactement par les mêmes prédicats. Mais c’est tout à fait différent d’avoir cent thalers possibles dans l’esprit et cent thalers réels dans la poche ». Le psychanalyste quant à lui rattache à ce jugement d’existence l’épreuve de réalité. Selon Colette Chiland, il apparaît dans La négation que, pour Freud, « rien ne peut se trouver et se rechercher au-dehors qui n’ait d’abord été donné dans la perception ». D'après Monique Schneider, ce second niveau de décision judicative « statuant sur l'existence de l'objet », requiert la médiation de la représentation, pour témoigner de la réalité du représenté. En recoupant l'épreuve de réalité, le jugement d'existence « repose sur l'avènement d'une coupure, liée à la perte des objets originaires ».